# Uvariopsis dioica
Espèce
Synonymes
- Tetrastemma dioicum Diels[1]

Uvariopsis dioica (Diels) Robyns & Ghesq. est une espèce de plantes de la famille des Annonaceae et du genre Uvariopsis. C'est un arbuste ou un arbre présent au Cameroun et au Nigeria.

## Description
C'est un arbuste ou arbre cauliflore monoïque pouvant atteindre 8 m de hauteur.

## Distribution
Relativement rare, l'espèce a été observée au Cameroun sur deux sites, l'Etinde et la réserve de faune du Dja, également au sud-est du Nigeria.